# Cmentarz parafii Najświętszej Maryi Panny Matki Kościoła w Sulejówku w Warszawie-Wesołej
Cmentarz parafii Maryi Matki Kościoła w Sulejówku (położony w Warszawie) – rzymskokatolicki cmentarz położony na granicach warszawskiej dzielnicy Wesoła, będący główną nekropolią sąsiadującego ze stolicą miasta Sulejówek.
Cmentarz powstał ok. 1926 na potrzeby rozbudowującej się miejscowości letniskowej, zlokalizowano go na południe od Szkopówki na niewielkiej parabolicznej wydmie, która obecnie jest najstarszą częścią nekropolii. W późniejszych latach dodano kwatery położone na północ i wschód, obecnie nowe miejsca grzebalne są przygotowywane w południowej i zachodniej części. Na skutek zmian granic administracyjnych w 2002 cmentarz będący miejscem spoczynku mieszkańców Sulejówka znalazł się w granicach warszawskiej dzielnicy Wesoła.

## Pochowani
- Aleksander Całkosiński (1895–1987) – ekonomista spółdzielczości;
- Alina Cichecka-Pawicka (1916–2001) – polska gimnastyczka, olimpijka z Berlina 1936;
- Maria Glass (1928–1976) – historyk;
- Anna Grabska (1919–2012) – artystka rzeźbiarka;
- Włodzimierz Garlicki (1930–1992) – artysta plastyk;
- Stanisława Grabska (1922–2008) – teolog, artystka plastyczka;
- Danuta Koecher (1912–1999) – działaczka ruchu ludowego;
- Jerzy Bogdan Koecher (1906–1989) – członek ruchu ludowego, żołnierz dywizji gen. F. Kleeberga, organista;
- Bronisława Kubas-Swędrowska (1921–2014) – działaczka samorządowa, zasłużona dla Sulejówka;
- Lucjan Kwaszczyński (1904–1985) – inżynier drogownictwa i konstrukcji mostowych;
- Roman Michalski (1908–1996) – żołnierz brygady Strzelców Karpackich;
- Włodzimierz Jerzy Opalko (1884–1961) – kapitan Marynarki Wojennej ORP Błyskawica;
- Bronisław Rowicki (1925–1991) – kadet Lwowskiego Korpusu Kadetów, żołnierz ZWZ i Armii Krajowej;
- Henryk Alber Serafinowicz (1949–2008) – muzyk, zasłużony dla Sulejówka;
- Roman Szuścicki (1958–1983) – sportowiec, reprezentant Polski w rugby;
- Jan Tyszka (1924–2007) – sybirak, pułkownik Wojska Polskiego.